# Pike Township (comté de Clearfield, Pennsylvanie)
Pour les articles homonymes, voir Pike Township.
Pike Township est un township, situé au centre du comté de Clearfield, aux États-Unis,. En 2010, il comptait une population de 2 311 habitants.

## Démographie
Lors du recensement de 2010, le township comptait une population de 2 311 habitants. Elle est également estimée, en 2018, à 2 274 habitants.

### Source de la traduction
- (en) Cet article est partiellement ou en totalité issu de l’article de Wikipédia en anglais intitulé « Pike Township, Clearfield County, Pennsylvania » (voir la liste des auteurs).